# Maurren Maggi
Maurren Higa Maggi (São Carlos, 25 de juny de 1976) és una atleta brasilera especialista en salt de llargada que es va proclamar campiona olímpica en els Jocs de Pequín 2008 amb una marca de 7.04 m. És la rècord sud-americana de 100 metres tanques i salt de llargada, amb 12 s 71 i 7,26 m respectivament.

## Carrera esportiva
Maurren Maggi va guanyar quatre vegades el Campionat Sud-americà d’atletisme. Els anys 1997, 1999 i 2006 ho va fer en la disciplina de salt de llargada i el 1999 en els 100 metres tanques. Així mateix, els anys 1999 i 2007 va obtenir medalles en els Jocs Panamericans.
L'any 2002, va viure el que considerava "el millor any de la seva carrera". Saltant durant tot l'any amb consistència i sense lesions, la brasilera va guanyar el Campionat Iberoamericà d'atletisme a Ciutat de Guatemala, la final del Gran Premi de la IAAF amb un salt de 7,02 m, i també va ocupar el segon lloc a la Copa del Món de Nacions, per darrere de la russa Tatyana Kotova. L'any següent, va pujar al tercer graó del podi del Campionat del Món d’atletisme de pista coberta a Birmingham.
Havent obtingut la medalla de plata al Campionat del Món de pista coberta de 2008 darrere de la portuguesa Naide Gomes, Maurren Maggi va aconseguir la millor actuació de la seva carrera l'agost de 2008 als Jocs Olímpics de Pequín, guanyant el salt de llargada amb un salt de 7,04 m, només un centímetre per davant de la russa Tatiana Lébedeva. Aquest fet la va convertir en la primera brasilera en obtenir una medalla olímpica en proves individuals.2
Va continuar competint fins al 2015, sense poder participar tanmateix en una competició internacional des dels Jocs Olímpics de Londres del 2012 (pels quals no va classificar-se). A finals de 2015 va anunciar el final de la seva carrera esportiva, centrant-se exclusivament en la feina de comentarista d'atletisme per Rede Globo de Televisão. Maurren Maggi va posar oficialment final a la seva carrera esportiva el 28 de febrer de 2016 durant la trobada a l'aire lliure a Rio de Janeiro, on va fer un únic salt (el darrer), que va errar.

## Resultats
| Any  | Competició                         | Lloc           | Posat                               | Marca           |
| ---- | ---------------------------------- | -------------- | ----------------------------------- | --------------- |
| 1999 | Universíada                        | Palma          | 3ª en llargada                      | 6.58 m.         |
| 1999 | Jocs Panamericans                  | Winnipeg       | 1ª en llargada 2ª en 100 m. tanques | 6.59 m.12.86 s. |
| 1999 | Campionat Mundial                  | Sevilla        | 8ª en llargada                      | 6.68 m.         |
| 2000 | Jocs Olímpics                      | Sydney         | 14ª en llargada (q)                 | 6.35 m.         |
| 2001 | Campionat del Món en pista coberta | Lisboa         | 9ª en llargada                      | 6.38 m.         |
| 2001 | Campionat Mundial                  | Edmonton       | 7ª en llargada                      | 6.73 m.         |
| 2001 | Universíada                        | Pequín         | 1ª en llargada 2ª en 100 m. tanques | 6.83 m.13.13 s. |
| 2002 | Final Mundial de la IAAF           | París          | 1ª en llargada                      | 7.02 m.         |
| 2002 | Copa del Món                       | Madrid         | 2ª en llargada                      | 6.81 m.         |
| 2003 | Campionat del Món en pista coberta | Birmingham     | 3ª en llargada                      | 6.70 m.         |
| 2007 | Jocs Panamericans                  | Rio de Janeiro | 1ª en llargada                      | 6.84 m.         |
| 2007 | Campionat del Món                  | Osaka          | 6ª en llargada                      | 6.80 m.         |
| 2008 | Campionat del Món en pista coberta | València       | 2ª en llargada                      | 6.89 m.         |
| 2008 | Jocs Olímpics                      | Pequín         | 1ª en llargada                      | 7.04 m.         |

### Marques personals
- Salt de llargada - 7.26 (Bogotà, 26 de setembre de 1999)
- Triple salt - 14.53 (São Caetano do Sul, 27 d'abril de 2003)
- 100 metres barres - 12.71 (Manaus, 19 de maig de 2001)

## Carrera política
Posteriorment també va fer carrera política pel Partit Socialista Brasiler) (PSB), que va formalitzar la candidatura de Maurren Maggi al Senat de São Paulo a les eleccions de 2018 el 4 d'agost de 2018. El 2020, Maurren es va incorporar a Democratas (DEM) per optar al càrrec de regidora de la ciutat de São Paulo, que no va obtenir.